# Demon Days
Demon Days er Gorillaz' andet album. Det blev udgivet 11. maj 2005 i Japan og 23. maj internationalt. Udover Demon Days, har Gorillaz også udgivet debut albummet "Gorillaz", som udkom i 2001, "Plastic Beach" og "The Fall", som udkom i 2010 samt deres aktuelle "Humanz"-album fra 2017.

## Spor
| #   | Titel                                  | Længde |
| --- | -------------------------------------- | ------ |
| 1.  | "Intro"                                | 1:03   |
| 2.  | "Last Living Souls"                    | 3:10   |
| 3.  | "Kids With Guns"                       | 3:45   |
| 4.  | "O Green World"                        | 4:31   |
| 5.  | "Dirty Harry"                          | 3:43   |
| 6.  | "Feel Good Inc."                       | 3:41   |
| 7.  | "El Mañana"                            | 3:50   |
| 8.  | "Every Planet We Reach Is Dead"        | 4:53   |
| 9.  | "November Has Come"                    | 2:41   |
| 10. | "All Alone"                            | 3:30   |
| 11. | "White Light"                          | 2:08   |
| 12. | "DARE"                                 | 4:04   |
| 13. | "Fire Coming Out of the Monkey's Head" | 3:16   |
| 14. | "Don't Get Lost in Heaven"             | 2:00   |
| 15. | "Demon Days"                           | 4:28   |